# Melker Heier
Melker Heier (8 maggio 2001) è un calciatore svedese, centrocampista del Sirius.

## Carriera
Heier è cresciuto nel settore giovanile del Landskrona BoIS, dove ha debuttato il 9 agosto 2020 nell'incontro di Ettan perso 2-0 contro il Linköping City. Al termine della stagione, dove ha ottenuto con il club la promozione in Superettan, è stato promosso definitivamente in prima squadra ed ha segnato il suo primo gol il 18 aprile 2021 nel pareggio per 1-1 contro l'Öster.
Il 28 gennaio 2023 è stato acquistato a titolo definitivo dal Sirius.

## Statistiche

### Presenze e reti nei club
Statistiche aggiornate al 27 marzo 2024.
| Stagione        | Squadra         | Campionato      | Campionato | Campionato | Coppe nazionali | Coppe nazionali | Coppe nazionali | Coppe continentali | Coppe continentali | Coppe continentali | Altre coppe | Altre coppe | Altre coppe | Totale | Totale | Totale |
| Stagione        | Squadra         | Comp            | Pres       | Reti       | Comp            | Pres            | Reti            | Comp               | Pres               | Reti               | Comp        | Pres        | Reti        | Pres   | Reti   |        |
| --------------- | --------------- | --------------- | ---------- | ---------- | --------------- | --------------- | --------------- | ------------------ | ------------------ | ------------------ | ----------- | ----------- | ----------- | ------ | ------ | ------ |
| 2020            | Landskrona BoIS | E               | 4          | 0          | CS              | 4               | 0               |                    | -                  | -                  |             | -           | -           | 8      | 0      |        |
| 2021            | Landskrona BoIS | S               | 15         | 2          | CS              | 3               | 1               |                    | -                  | -                  |             | -           | -           | 18     | 3      |        |
| 2022            | Landskrona BoIS | S               | 28         | 2          | CS              | 1               | 0               |                    | -                  | -                  |             | -           | -           | 29     | 2      |        |
| 2023            | Sirius          | A               | 26         | 4          | CS+CS           | 3+4             | 1+1             |                    | -                  | -                  |             | -           | -           | 33     | 6      |        |
| Totale carriera | Totale carriera | Totale carriera | 73         | 8          |                 | 15              | 3               |                    | -                  | -                  |             | -           | -           | 88     | 11     |        |